# ردود الفعل على الاحتجاجات المؤيدة للفلسطينيين في الجامعات 2024
تصاعدت الاحتجاجات المؤيدة للفلسطينيين في الجامعات في أبريل/نيسان 2024، وانتشرت في الولايات المتحدة ودول أخرى، ضمن أنشطة وفعاليات الاحتجاجات الأوسع نطاقاً ضد حرب غزة. اعتُقل أكثر من 3100 متظاهر في الولايات المتحدة، طردت الجامعات العديد من الطلاب المتظاهرين وعلّقت دراستهم، وفي بعض الحالات طردتهم من مساكنهم في الحرم الجامعي، واعتمدت على الشرطة لفض الاحتجاجات بالقوة.
حاولت معظم الجامعات في ربيع 2024 التفاوض على تفكيك مخيمات المعتصمين، وكثيراً ما هددت بإجراء عمليات تفتيش من الشرطة لإجبار المحتجين على التوصل إلى اتفاق. وبدأت العديد من الجامعات إجراءات تأديبية ضد المتظاهرين، متهمة إياهم بانتهاك قواعد سلوك الطلاب، قبل أن تقوم الشرطة بمداهمات. استخدمت أقسام الشرطة في الولايات المتحدة مجموعة من التكتيكات، بما في ذلك تفريق الحشود باستخدام الخيول ورجال الشرطة بملابس مكافحة الشغب. ونشر كرات الفلفل. واستخدام أجهزة الصعق الكهربائي، والاعتقالات الجماعية، والغاز المسيل للدموع، وتطهير المخيمات غير المصرح بها، وضرب الطلاب والأساتذة. كما اعتدت الشرطة على بعض الصحفيين وألقت القبض عليهم وقيدت وصولهم إلى أماكن عملهم. وتعرضت استجابة الشرطة للاحتجاجات لانتقادات من بعض الديمقراطيين ومنظمات حقوق الإنسان. بحلول خريف عام 2024، عززت العديد من الجامعات قيودها على الاحتجاجات، بما في ذلك أكثر من 100 كلية وجامعة، كما حظرت العديد من المدارس التخييم على أراضيها من بين قيود أخرى.
أعربت أكثر من 200 مجموعة عن دعمها للاحتجاجات، بالإضافة إلى السيناتور الأمريكي بيرني ساندرز. وأعضاء مختلفين في الكونجرس. والعديد من النقابات العمالية. ومئات من موظفي الجامعات في المملكة المتحدة، والمرشد الأعلى الإيراني علي خامنئي. وتعرضت الاحتجاجات لإدانة أخرى من قبل زعماء من بينهم الرئيس جو بايدن. ورئيس وزراء هولندا مارك روته. ورئيس الوزراء الإسرائيلي بنيامين نتنياهو؛ فضلاً عن المخاوف التي أثارها رئيس الوزراء الأسترالي أنتوني ألبانيز. ورئيس الوزراء البريطاني ريشي سوناك. ورئيس الوزراء الكندي جاستن ترودو.

## الخلفية

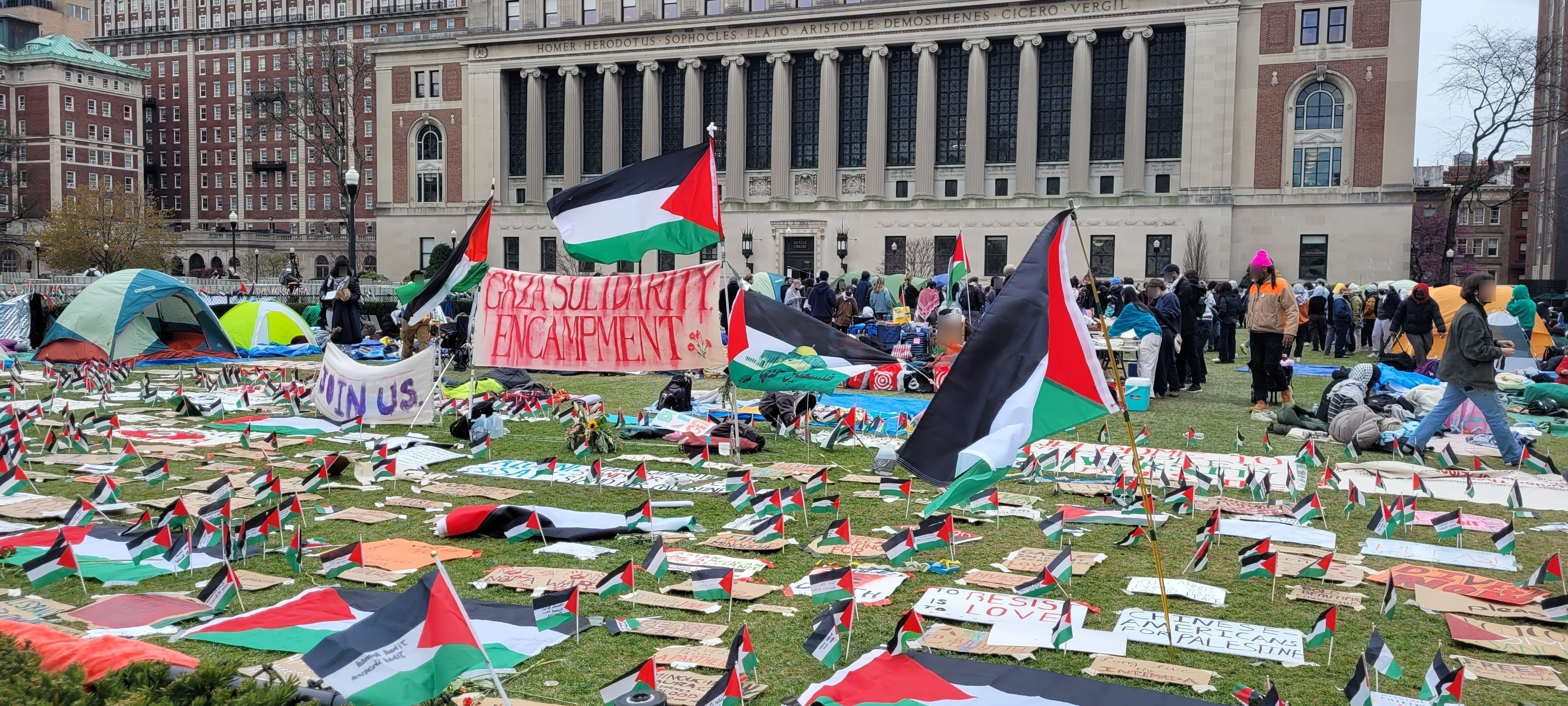
إعادة إقامة مخيم التضامن مع غزة في جامعة كولومبيا، 21 أبريل 2024

تصاعدت الاحتجاجات المؤيدة للفلسطينيين في الجامعات من أبريل 2024 حتى الصيف، وامتدت إلى الولايات المتحدة ودول أخرى، كجزء من احتجاجات أوسع نطاقًا على حرب غزة. بدأ التصعيد، الذي أطلق عليه النشطاء اسم «انتفاضة الطلاب»، في 18 أبريل بعد اعتقالات جماعية في حرم جامعة كولومبيا، بقيادة جماعات مناهضة للصهيونية، حيث طالب المتظاهرون بسحب استثمارات الجامعة من إسرائيل بسبب الإبادة الجماعية في غزة. اعتُقل أكثر من 3،100 متظاهر في الولايات المتحدة، بمن فيهم أعضاء هيئة التدريس والأساتذة، في أكثر من 60 حرمًا جامعيًا. انتشرت الاحتجاجات في جميع أنحاء أوروبا في مايو، مع اعتقالات جماعية في هولندا، وإقامة 20 مخيمًا في المملكة المتحدة، وفي جامعات في أستراليا وكندا.

## الاستجابة الإدارية
حاولت معظم الجامعات التي شهدت احتجاجات وإقامة مخيمات اعتصام في الربيع التفاوض مع قادة الطلاب على تسوية وتفكيك المخيمات، مهددةٌ في كثير من الأحيان بعمليات تفتيش للشرطة لإجبارهم على التوصل إلى اتفاق. في بعض الحالات، سمحت نهاية العام الدراسي للمسؤولين بإلغاء الاتفاقيات التي تفاوضوا عليها، كما هو الحال في جامعة أوريغون، ونورث وسترن، وروتجرز، نيو برونزويك. وقد بادرت العديد من الجامعات في البداية إلى اتخاذ إجراءات تأديبية ضد المتظاهرين، متهمة إياهم بانتهاك قواعد سلوك الطلاب.
طُلب من الطلاب في جامعة نيويورك كتابة «اعترافات قسرية بارتكاب مخالفات» من أجل إسقاط التهم التأديبية الموجهة إليهم. وكان طالب الدراسات العليا دان زينو من بين أكثر من 20 طالبًا أوقفتهم جامعة ماساتشوستس للتكنولوجيا (MIT) عن الدراسة بسبب مشاركتهم في الاحتجاجات، ثمّ طُرد من السكن الجامعي مع زوجته وابنته. مُنع بعض الطلاب الذين تعرضوا للإيقاف من دخول الحرم الجامعي ولم يتمكنوا من أداء امتحاناتهم النهائية. أصدر مسؤولو جامعة كاليفورنيا سانتا كروز حظراً على دخول الحرم الجامعي لمدة أسبوعين للعديد من المتظاهرين البالغ عددهم 110 الذين تم اعتقالهم خلال مظاهرة في الحرم الجامعي في شهر مايو، مما تركهم بدون سكن أو إمكانية الوصول إلى موارد الحرم الجامعي. أغلقت كلية مدينة نيويورك مخزن الأغذية المجتمعي الخاص بها استجابة للاحتجاجات. وفي اليونان، ألقي القبض على تسعة متظاهرين من بلدان أوروبية في كلية الحقوق بجامعة أثينا وواجهوا الترحيل في شهر مايو/أيار.

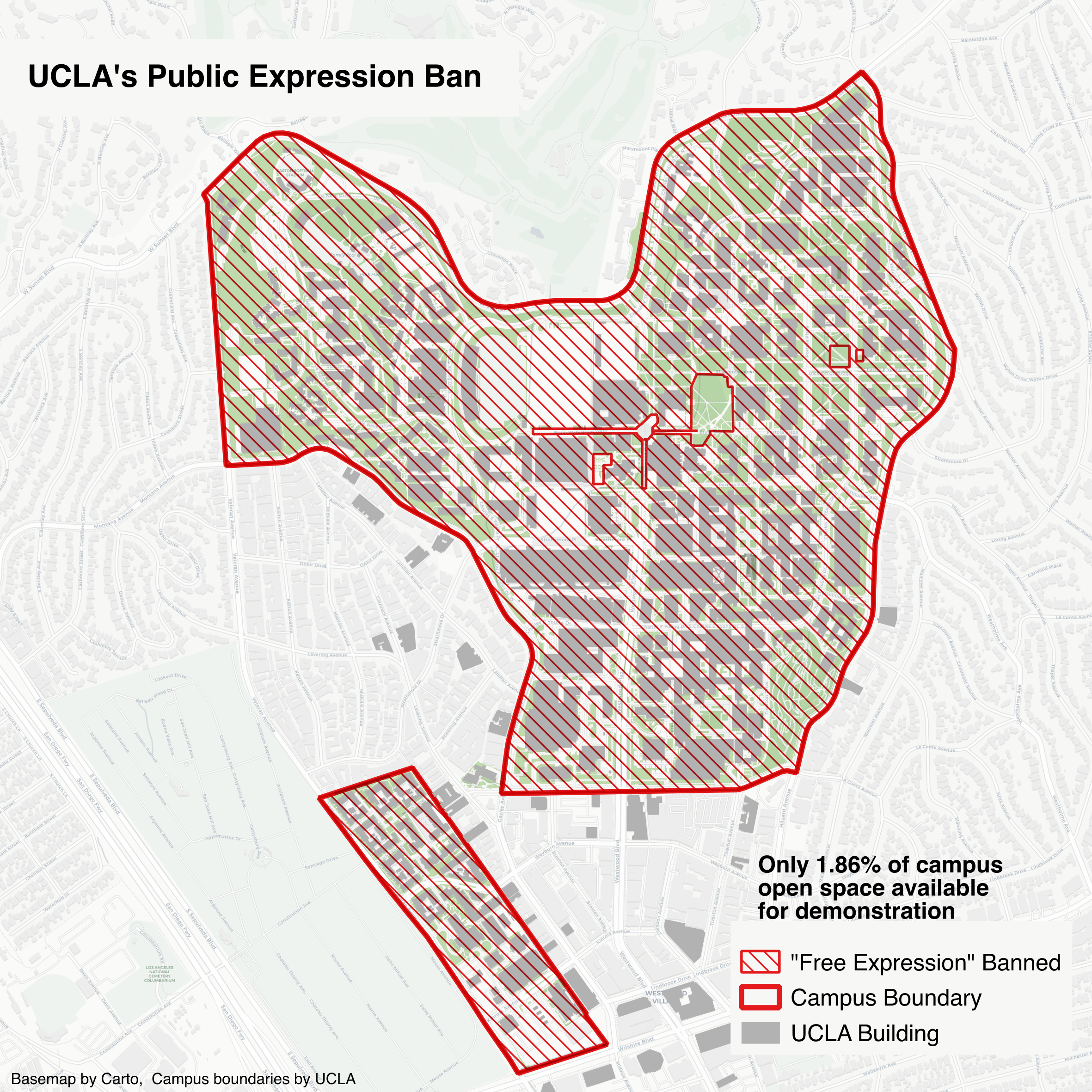
خريطة لحرم جامعة كاليفورنيا في لوس أنجلوس تُظهر القيود المُحدَّثة على حرية التعبير

مع عودة الطلاب إلى الحرم الجامعي في خريف عام 2024 بعد موجة من الاحتجاجات في الربيع، عززت العديد من الجامعات قيودها على الاحتجاجات الطلابية والأنشطة السياسية، بما في ذلك القيود المفروضة على مكان وزمان حدوث الاحتجاجات، وحظر معسكرات الطلاب. شددت أكثر من 100 كلية ونظام جامعي قواعدها بشأن الاحتجاجات على ممتلكاتها. حظرت العديد من المدارس التخييم على أراضيها، وطلبت من المتظاهرين التسجيل لدى الإدارة قبل أي مظاهرات، وحظرت ارتداء الأقنعة.
وصفت ريسا ليبرويتز، أستاذة جامعة كورنيل، الاتجاه الوطني نحو زيادة القيود على الاحتجاجات في الحرم الجامعي بأنه "عودة للقمع في الحرم الجامعي لم نشهدها منذ أواخر الستينيات". حددت جامعة كيس ويسترن ريزيرف المظاهرات المسموح بها بساعتين خلال النهار في مكان واحد. قالت جمعية دراسات الشرق الأوسط إنه على الرغم من عدم إجبارها على ذلك بموجب استدعاء قضائي، فإن جامعة بنسلفانيا سلمت السيرة الذاتية والمناهج الدراسية لأستاذين إلى لجنة مجلس النواب للتعليم والقوى العاملة، وربما تكون قد منحت اللجنة أيضًا إمكانية الوصول إلى بريدهما الإلكتروني واتصالاتهما الخاصة بالدورة.
حدّثت جامعة هارفارد سياستها لمنع التخييم طوال الليل، واستخدام الطباشير، واللافتات أو العروض غير المعتمدة. قامت جامعة إنديانا (IU) بتحديث سياساتها في الأول من أغسطس، حيث حظرت جميع "الأنشطة التعبيرية" بين الساعة 11 مساءً والساعة 6 صباحًا. وقد رفع اتحاد الحريات المدنية الأمريكي دعوى قضائية ضد جامعة إنديانا بسبب هذه السياسة، ووصفها بأنها "واسعة النطاق للغاية". حدّثت جامعة نيويورك  سياسة عدم التمييز المتّبعة فيها لمنع انتقاد الصهيونية، وتصنيفها كفئة محمية. صنفت كولومبيا استخدام مصطلح "صهيوني" للإشارة إلى الإسرائيليين أو اليهود باعتباره شكلاً من أشكال المضايقة. في كلية سوارثمور في بنسلفانيا، واجه الطلاب الذين استخدموا مكبرات الصوت أثناء احتجاجهم الطرد من الجامعة بسبب سياسة جديدة ضد "الهتاف بصوت عالٍ".
في أغسطس 2024، حدّثت جامعة كارنيغي ميلون سياستها بحيث يسجّل منظمو الاحتجاجات والتجمعات وغيرها من الأحداث التعبيرية التي يزيد عدد المشاركين فيها عن 25 شخصًا أسماء المشاركين لدى الجامعة مسبقًا. أوقفت جامعة كولومبيا إجراءاتها القانونية الواجبة فيما يتعلق بانضباط الطلاب، وأخطرت عشرات الطلاب المتهمين بمخالفات تأديبية بأن المقابلات المقررة المتعلقة بقضاياهم سيتم تخطيها وسيتم تحويلهم بسرعة إلى جلسات السلوك. وجاء ذلك بعد ضغوط متجددة من الكونجرس واستدعاء سجلات جامعية تتعلق بالاحتجاجات. قدمت جامعة كاليفورنيا في لوس أنجلوس (UCLA) قواعد جديدة بشأن الاحتجاجات في الحرم الجامعي والتي تقيد "أنشطة التعبير العام" في المناطق المحيطة ببروينووك وخارج قاعة مورفي. كما حظرت القيود الجديدة الخيام ومعدات التخييم، وتوزيع الأغذية، ومكبرات الصوت، والطباشير، وتتطلب من الأشخاص الموجودين في الحرم الجامعي التعريف بأنفسهم عندما يطلب منهم مسؤول الجامعة ذلك. قبل الفصل الدراسي الخريفي، وضعت جامعة كاليفورنيا وجامعة ولاية كاليفورنيا سياسات جديدة واسعة النطاق تحظر المخيمات، والحواجز، والمخيمات الليلية، والتنكر، والاضطرابات، والقيود على حرية الحركة.
في سبتمبر 2024، رفع فرع جامعة فيرمونت لطلاب من أجل العدالة في فلسطين دعوى قضائية ضد المدرسة بعد استمرار الإيقاف المؤقت للمجموعة في شهرها الخامس. في جامعة كورنيل، تم إيقاف طالب دراسات عليا يحمل الجنسية البريطانية عن الدراسة دون اتباع الإجراءات القانونية الواجبة وتم تهديده بالترحيل بسبب مشاركته في مظاهرة خارج فندق ستاتلر، حيث أقيم معرض للوظائف ضم موظفين من شركات تصنيع الأسلحة. أصبحت مورا فينكلشتاين أول أستاذة دائمة في كلية مولينبيرج ‏ يتم فصلها بسبب خطاب مؤيد للفلسطينيين (تم فصل الأستاذ الدائم سامي العريان في عام 2003، والباحث ستيفن سلايتا في عام 2014). شارك فينكلشتاين، وهو يهودي، منشورًا على إنستغرام للشاعرة الفلسطينية ريمي كنازي ‏ يدعو فيه إلى نبذ الفكر الصهيوني وأنصاره، قائلًا: "لا ترضخوا للصهاينة. اخجلوهم.. لا تُطبّقوا الصهيونية. لا تُطبّقوا على الصهاينة الذين يشغلون مساحة". وقررت الكلية أن هذه المشاركة انتهكت سياساتها المتعلقة بتكافؤ الفرص وعدم التمييز.
في أكتوبر/تشرين الأول 2024، نسّق مجلس إدارة جامعة ميشيغان مع المدعي العام لولاية ميشيغان دانا نيسل ‏ لتقديم اتهامات ضد المتظاهرين المؤيدين للفلسطينيين بعد أن أثبت المدعون المحليون عدم رغبتهم في اتخاذ إجراءات صارمة. وقد أثارت المساهمات في الحملات الانتخابية والعلاقات التجارية بين نيسل وأعضاء مجلس أمناء جامعة ميشيغان مخاوف بشأن تضارب المصالح في الملاحقات القضائية، كما فعلت المساهمات التي قدمتها جماعات الضغط المؤيدة لإسرائيل في الحملات الانتخابية لنيسل.
أعلنت مؤسسة هليل ‏ عن شراكة في أكثر من 50 حرمًا جامعيًا مع شبكة المجتمع الآمن ‏ المسماة "عملية تأمين حرمنا الجامعي"، والتي توفر "محللين استخباراتيين متفرغين لمراقبة تطورات الحرم الجامعي وتوفير المعلومات والدعم في الوقت الفعلي". وفي جامعة تورنتو، قامت فرق الدوريات التابعة لمنظمة ماجن هيروت كندا بمراقبة احتجاج مؤيد للفلسطينيين. في كلية ييل، أُخطر مركز المرأة بأنه سيُطلب منه اعتماد سياسة "الحياد الواسع" بعد أن اضطر المركز إلى تأجيل حدث بعنوان "الغسيل الوردي والنسوية في غزة" إلى أجل غير مسمى بسبب الخوف من الإجراءات التأديبية الإدارية. في جامعة كاليفورنيا في بيركلي، كتب إروين تشيميرينسكي ‏ عميد كلية الحقوق مقال رأي يقارن فيه المتظاهرين المناهضين للحرب بالكو كلوكس كلان. أدانت هيئة مجلة بيركلي للقانون والسياسة السوداء مقارنة تشيميرينسكي، ووصفتها بأنها "متهورة ومثيرة للجدل بشكل متعمد".

## رد فعل الشرطة
استخدمت أقسام الشرطة في الولايات المتحدة مجموعة من التكتيكات، بما في ذلك تفريق الحشود باستخدام الخيول والشرطة بملابس مكافحة الشغب، ونشر كرات الفلفل، واستخدام أجهزة الصعق الكهربائي،، والاعتقالات الجماعية، والغاز المسيل للدموع، وتطهير المخيمات غير المصرح بها، وضرب الطلاب والأساتذة. وفقًا لصحيفة الطلاب ذا لانترن ‏، تم نشر قوات الولاية المزودة بـ "أسلحة نارية بعيدة المدى" في جامعة ولاية أوهايو أيضًا. تم اعتقال أكثر من 3100 متظاهر في الولايات المتحدة
اعتدت الشرطة على بعض الصحفيين وألقت القبض عليهم وقيدت وصولهم أثناء تغطيتهم للاحتجاجات. استخدمت الشرطة القوة عند اعتقال أعضاء هيئة التدريس الذين شاركوا في الاحتجاجات أو راقبوها، بما في ذلك رئيس قسم الدراسات اليهودية السابق في كلية دارتموث، الذي تم طرحه أرضًا بينما كان "في صف من أعضاء هيئة التدريس من النساء في الستينيات إلى الثمانينيات من العمر يحاولن حماية طلابنا"، وعضوين من هيئة التدريس في جامعة إيموري، أحدهما اتُهم بالاعتداء بعد "اعتقاله بعنف" في مقطع فيديو.
في 10 يونيو، أصابت شرطة جامعة كاليفورنيا في لوس أنجلوس طالبًا بجروح خطيرة بمقذوف غير مميت، مما أدى إلى إصابته بكدمة في القلب وكدمة في الرئة. في سبتمبر/أيلول، طلبت شرطة جامعة كاليفورنيا في لوس أنجلوس الموافقة على مضاعفة مخزونها من كرات الفلفل ‏ والطلقات الإسفنجية والحصول على ثمانية قاذفات مقذوفات جديدة وثلاث طائرات بدون طيار. في أكتوبر/تشرين الأول، داهمت شرطة جامعة بنسلفانيا منزلاً خارج الحرم الجامعي لطلاب متظاهرين مؤيدين للفلسطينيين، قائلة إنهم كانوا ينفذون مذكرة تفتيش تتعلق بالتخريب. وقال منظمو الطلاب إن البنادق والمسدسات كانت موجهة نحوهم أثناء المداهمة، وأن الشرطة رفضت إخبارهم بأرقام شاراتهم أو إظهار أمر التفتيش الخاص بهم.
وبحسب إريك بيكر، فإن أشد حملات القمع ضد الاحتجاجات في الحرم الجامعي وقعت في "المدارس الثرية... التي كانت في صراع طويل الأمد وعنيف في بعض الأحيان مع مجتمعات الطبقة العاملة الملونة التي تحدها"، مثل جامعة شيكاغو، وجامعة واشنطن في سانت لويس، وجامعة جنوب كاليفورنيا، وجامعة كولومبيا.
وكشف تقرير صادر عن مشروع بيانات مواقع وأحداث الصراعات المسلحة أن تدخلات الشرطة في الاحتجاجات الطلابية الأمريكية المرتبطة بقضايا الصراع تضاعفت أربعة أضعاف في أبريل/نيسان. وزادت السلطات بشكل ملحوظ من عمليات الاعتقال والتفريق بالقوة، وخاصة في الاحتجاجات التي كانت هناك متظاهرون مضادون لها. ومع ذلك، في الأحداث التي لم يواجه فيها الطلاب المتظاهرون أي اعتراض، كانت الشرطة أكثر ميلاً إلى التحرك ضد المظاهرات المؤيدة لفلسطين، حيث فعلت ذلك أكثر من أربع مرات من التحرك ضد المظاهرات المؤيدة لإسرائيل. وقد تم وصف قمع الشرطة للمتظاهرين، وخاصة في الولايات المتحدة، بأنه قاسٍ بشكل غير عادي.
ذكرت صحيفة نيويورك تايمز أنه على الرغم من اعتقال أكثر من 3000 طالب متظاهر في جميع أنحاء الولايات المتحدة، فقد تم إسقاط معظم التهم، وكانت الغالبية العظمى من التهم جنحًا أو جرائم أقل خطورة. عادة ما يقرر المدعون العامون إعطاء الأولوية لقضايا أخرى أو يحسبون أن أعضاء هيئة المحلفين سيكونون متقبلين لحجج التعديل الأول. غالبًا ما واجه الطلاب الذين تم إسقاط التهم عنهم عواقب أكاديمية كبيرة، مثل الإيقاف عن الدراسة أو حجب الشهادات. في كثير من الأحيان، كانت المدارس التي شهدت مئات الاعتقالات تضطر الطلاب إلى انتظار حل القضايا.
قام عدد من قادة الأعمال المؤثرين، بما في ذلك دانييل لوبيتسكي ‏، ودانيال لوب، ولين بلافاتنيك، وجوزيف سيت ‏، وهوارد شولتز، ومايكل ديل، وبيل أكمان، وجوشوا كوشنر، وتيد دويتش ‏، وياكير جاباي، ‏ بتنسيق جهد في محادثة جماعية على تطبيق واتساب لحث رئيس البلدية آدامز على اتخاذ إجراءات صارمة ضد المخيم في كولومبيا. لقد عرضوا دفع المال لمحققين خاصين لمساعدة الشرطة، كما قدموا تبرعات لحملة آدامز لعام 2025.

## حسب البلد

### أستراليا
وقد سعت مجموعة الثماني، التي تضم جامعات أديلايد وملبورن وسيدني وكوينزلاند وموناش والجامعة الوطنية الأسترالية، إلى الحصول على المشورة القانونية بشأن استخدام مصطلحات مثل "الانتفاضة" و"من النهر إلى البحر"، وقالت إنها ستحظر هذه العبارات إذا حصلت على مشورة قانونية قاطعة بأنها غير قانونية. وقالت إن مثل هذه العبارات «مهينة للغاية لكثيرين في المجتمع اليهودي». وقد أرسلت خطابًا إلى النائب العام مارك دريفوس تطلب المشورة القانونية بشأن ما إذا كانت هذه العبارات تنتهك قانون الكومنولث. ورد دريفوس بأنه لا يقدم استشارات قانونية، مشيرا إلى أن الجامعات تتلقى استشارات قانونية خارجية. وأضاف أن المادة 18ج من قانون مكافحة التمييز العنصري لعام 1975 ‏ "تجرّم أي فعل عام من شأنه أن يُسيء إلى الناس أو يُهينهم أو يُذلّهم أو يُرهبهم بسبب عرقهم أو لونهم أو أصولهم القومية أو الإثنية. ويحق لأي شخص مُتضرر من فعل مزعوم للتمييز العنصري تقديم شكوى إلى اللجنة الأسترالية لحقوق الإنسان ". وحثت جامعتا سيدني وموناش الطلاب على عدم استخدام هذه العبارات، لكنهما لم تصلا إلى حد حظرها.
أنشأ الموظفون والطلاب اليهود في جامعة كوينزلاند معسكر شالوم البديل في المحكمة الكبرى، والذي استمر من 29 أبريل إلى 10 مايو.
أعرب رئيس شرطة ولاية فيكتوريا ‏، شين باتون ‏، عن مخاوفه من أن تتحول الاحتجاجات إلى أعمال عنف، كما حدث في الولايات المتحدة. وقال إنه سيجتمع مع أمن الجامعة. وقال إن الشرطة لا تريد "التوتر القائم" وأن الجامعات يجب أن تفكر "في مدى المخاطر الإضافية التي تقبلها بالسماح باستمرار هذه المخيمات". وكتب نائب المفوض نيل باترسون إلى نواب رئيس جامعة ملبورن، وجامعة موناش، ومعهد ملبورن الملكي للتكنولوجيا، وجامعة ديكين، وجامعة لا تروب، طالباً منهم "التفكير بعناية في المخاطر" المترتبة على السماح باستمرار المخيمات. وقلل المنظمون من خطر العنف أو التصعيد، قائلين إن الحرم الجامعي آمن وأن المعسكرات هي احتجاج سلمي للشعب الفلسطيني. وقد قاومت الجامعات الدعوات الموجهة إلى الشرطة لإنهاء الاحتجاجات، حيث قالت مجموعة الثماني إن المخيمات أقيمت على أرض عامة وأن الشرطة حرة في الدخول في أي وقت، كما تصرفت الجامعات بشكل مناسب تجاه انتهاكات القانون، قائلة إنها "في مهمة خفض التصعيد" ولا تريد أن ترى اندلاع العنف، كما حدث في الولايات المتحدة. يتم استدعاء الشرطة "يوميًا" للاحتجاجات، مع التحقيق في حوادث التحرش والعنف في موناش وديكين.
اتخذ رئيس الوزراء أنتوني ألبانيز موقفا محايدا بشأن الاحتجاجات، قائلا إنه قلق بشأن التماسك الاجتماعي. انتقد ألبانيز استخدام عبارة "من النهر إلى البحر"، ووصفها بأنها "استفزازية" ووافق على ذلك عندما سئل عما إذا كانت "تصريحًا عنيفًا للغاية". أعرب وزير التعليم جيسون كلير عن قلقه بشأن شعور الطلاب بعدم الأمان، قائلاً: "أريد أن يذهب المزيد من الناس إلى الجامعة، وليس أقل". وقال إنه في حين ستكون هناك دائمًا احتجاجات في الديمقراطية، فلا مكان للتعصب، بما في ذلك معاداة السامية وكراهية الإسلام.
أعرب الخضر عن دعمهم للاحتجاجات. في الثاني من مايو/أيار، أصدر حزب الخضر في ولاية نيو ساوث ويلز ‏ بيانًا أعرب فيه عن تضامنه مع المعسكر المقام في جامعة سيدني، داعيًا الحكومة إلى زيادة الضغط على إسرائيل لتحقيق وقف إطلاق نار دائم، ومطالبًا الجامعات بقطع العلاقات مع الجامعات الإسرائيلية ومصنعي الأسلحة الذين يزودون إسرائيل بالأسلحة. بعد الهجوم الأول على معسكر موناش، أصدر حزب الخضر في فيكتوريا ‏ بيانًا يفيد بأن الجامعات والشرطة يجب أن توفر حماية أفضل للمحتجين. وقد حضر نواب حزب الخضر الاحتجاجات المؤيدة لفلسطين منذ بداية الحرب.
وكان زعيم الائتلاف الليبرالي / الوطني بيتر داتون قد انتقد الاحتجاجات بشدة، ووصف الجامعات التي تسمح لها بالاستمرار بأنها "ضعيفة". وقال إن رئيس الوزراء ألبانيز "يحتاج إلى الوقوف وإظهار بعض الشجاعة هنا والدعوة إلى إنهاء هذه الاحتجاجات الهراء". وكان أعضاء آخرون في الائتلاف قد وجهوا انتقادات مماثلة، حيث قالت المتحدثة باسم التعليم سارة هندرسون ‏ والنائب البارز مايكل سكر ‏ إنه يجب فض الاحتجاجات بالقوة. وقال هندرسون إنه ينبغي تغريم الجامعات إذا لم تفعل ذلك. وقد دعت إلى إجراء تحقيق من قبل مجلس الشيوخ في معاداة السامية في الجامعات. في التاسع من مايو/أيار، قارن داتون هتافات المتظاهرين "من النهر إلى البحر" بـ"ما كان هتلر يهتف به في الثلاثينيات"، رداً على وزير التعليم جيسون كلير الذي قال إن هتافات "من النهر إلى البحر" و"الانتفاضة" تعني "أشياء مختلفة لأشخاص مختلفين". مجموعة يهودية تشكلت بعد بداية الحرب، المجلس اليهودي في أستراليا ‏، والذي تم إنشاؤه في معارضة الهيئات اليهودية العليا الأخرى في أستراليا مثل المجلس التنفيذي لليهود الأستراليين ‏ فيما يتعلق بدعم إسرائيل وتسليح معاداة السامية، قالت إن تفسيرات داتون كانت "قراءة سيئة النية للغاية" للهتافات.

### هولندا
وقد أدان رئيس الوزراء مارك روته الاحتجاجات، فضلاً عن العديد من السياسيين الهولنديين رفيعي المستوى الآخرين. أشارت مارييل بول ‏، وزيرة التعليم الابتدائي والثانوي الهولندية، عدة مرات إلى أنه "من المشكوك فيه للغاية" ما إذا كان "المشاغبون طلابًا بالفعل".
دعت حكومة أمستردام إلى "نقاش طارئ" في 10 مايو/أيار ردًا على تدخل الشرطة خلال الاحتجاج الأول في 6 مايو/أيار. ورغم الانتقادات، أصرت رئيسة البلدية فيمكي هالسيما على قرارها بالسماح للشرطة بالتدخل خلال المظاهرة. تظاهر حوالي 250 متظاهرًا خلال الاجتماع خارج ستوبيرا، حيث عقد الاجتماع، ووصفوا هذا بأنه "اليوم الخامس من الاحتجاجات الطلابية".
في الحادي عشر من مايو/أيار، وهو "اليوم السادس من الاحتجاجات"، اجتذبت مظاهرة مؤيدة لفلسطين في أمستردام أكثر من 10 آلاف شخص. وندد العديد من المتظاهرين بالتصرف الذي قامت به الشرطة في وقت سابق من ذلك الأسبوع. وطالب بعض المتظاهرين أيضًا هالسيما بالاستقالة. في 30 مايو، شاركت هالسيما في غرفة للنقاش حدث تحدثت فيه مع طلاب جامعة أمستردام، وأكدت فيه مرة أخرى على قراراتها. كانت استجابة الطلاب المشاركين سلبية في الغالب.
أعلن اتحاد الطلبة الهولندي ‏ تضامنه مع الحركة الطلابية، وانتقد معاملة الشرطة للطلاب المتظاهرين. وأشار الاتحاد أيضًا إلى الافتقار إلى الديمقراطية الطلابية والتمثيل الطلابي في الجامعات، وهو ما اعتبروه مشكلة أساسية وسببًا للاحتجاجات. كما نشر اتحاد الطلاب الهولندي بيانًا مشتركًا مع اتحاد طلاب أمستردام تدين بشكل خاص تدخل الشرطة أثناء الاحتجاجات في أمستردام.
وانتقدت منظمة العفو الدولية أيضًا تدخل الشرطة خلال الاحتجاجات الأولى في جامعة أمستردام. وبحسب المنظمة، فشلت الشرطة في استغلال الفرص المتاحة لتهدئة الأوضاع في عدد من اللحظات الحاسمة. ولم يكن هناك تمييز كاف بين المتظاهرين السلميين والأشخاص الذين استخدموا العنف. كما انتقدت منظمة العفو الدولية أيضًا المواقف تجاه الاحتجاجات في المناخ السياسي الحالي. أقام فرع الطلاب لمنظمة العفو الدولية في أوتريخت فعالية تضامنية في 10 مايو.
وقد وصف خبراء في مجال القانون الجنائي، بما في ذلك الأساتذة والمحامون، تدخلات الشرطة أثناء الاحتجاجات في جامعة أوتريخت، والتي تضمنت نقل المتظاهرين إلى مواقع مختلفة نيابة عن النيابة العامة، بأنها غير قانونية.

### المملكة المتحدة

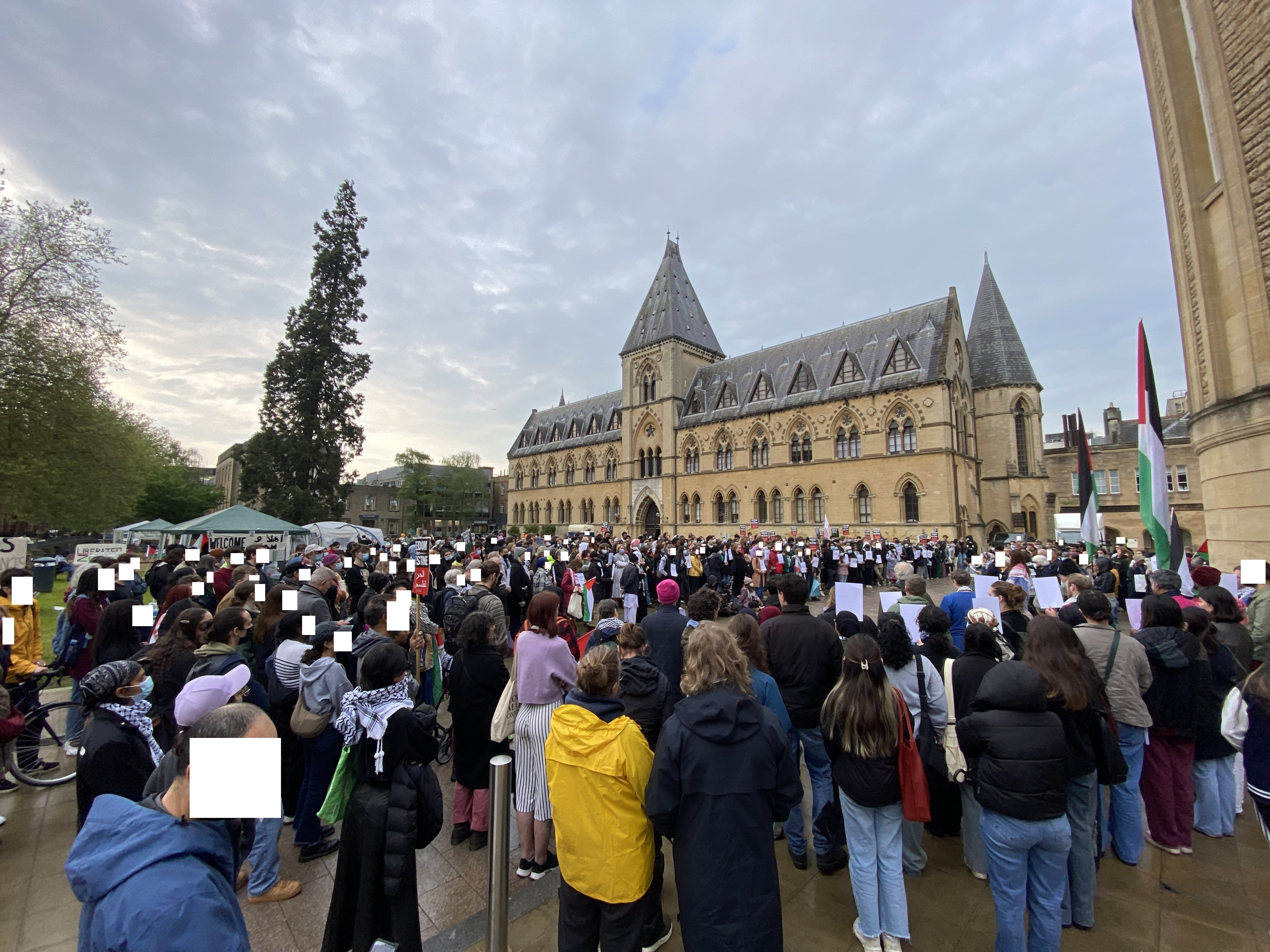
صورة فوتوغرافية لأول مخيم تضامني مع الفلسطينيين في أكسفورد، أمام متحف التاريخ الطبيعي بجامعة أكسفورد

مع تزايد المعسكرات في المؤسسات والقلق بشأن ما وصفه رئيس اتحاد الطلاب اليهود ‏ بتصاعد معاداة السامية في الحرم الجامعي، عقد رئيس الوزراء البريطاني ريشي سوناك اجتماعًا مع نواب رؤساء مؤسسات التعليم العالي. وردًا على ذلك، اتهم الأكاديميون سوناك بـ"إثارة الرعب". وبحسب صحيفة الغارديان، فإن "نواب المستشارين يصرون على عدم رغبتهم في قمع التحديات أو وقف المناقشات الصعبة في حرم جامعاتهم، بحجة أن هذا جزء من الغرض الأساسي للجامعة". وقال نائب رئيس جامعة غرب إنجلترا ستيف ويست إنه "لا يوجد دليل" على أن الاحتجاجات في المملكة المتحدة "تخرج عن السيطرة" ودعا الحكومة إلى تجنب تأجيج الوضع. قالت رئيسة مجموعة المناصرة "جامعات المملكة المتحدة ‏"، السيدة سالي مابستون ‏، إن الجامعات "قد تحتاج إلى اتخاذ إجراءات"، ولكن "لا ينبغي أن يكون هناك أي افتراض بأن الجامعات سوف تقوم بإزالة معسكرات الاحتجاج". وذكرت صحيفة نيويورك تايمز أن السلطات اتخذت "نهجًا أكثر تساهلاً" تجاه الاحتجاجات في الحرم الجامعي، مع التركيز على تسهيل حرية التعبير، وأن استطلاعات الرأي البريطانية تشير إلى أن الأغلبية تؤيد وقف إطلاق النار.
وقد أبدى العديد من الأكاديميين دعمهم لمطالب الطلاب وتضامنهم مع الاحتجاجات. وقد وقع مئات من موظفي الجامعة، بما في ذلك 300 موظف في جامعة كامبريدج وموظفين في جامعتي أكسفورد وأدنبره، على رسائل مفتوحة لدعم المعسكرات واتهام مؤسساتهم بالتواطؤ في الهجمات الإسرائيلية. في جامعة دورهام، وقع أكثر من 200 موظف جامعي على رسالة مفتوحة لدعم الاحتجاج هناك في قصر جرين ‏ ودعوا الجامعة إلى التفاوض مع المحتجين. في جامعة ليدز، دعا أعضاء اتحاد الجامعات والكليات الذي يمثل الموظفين الأكاديميين والمهنيين إلى عقد "اعتصامات" في المعسكر. كتب اثنا عشر عضوًا يهوديًا من هيئة التدريس بجامعة أكسفورد رسالة مفتوحة يعارضون فيها ادعاء الجامعة بأن المعسكر كان مخيفًا للموظفين والطلاب اليهود، وقالوا إن الجامعة تجاهلت اليهود الذين دعموا المعسكر.

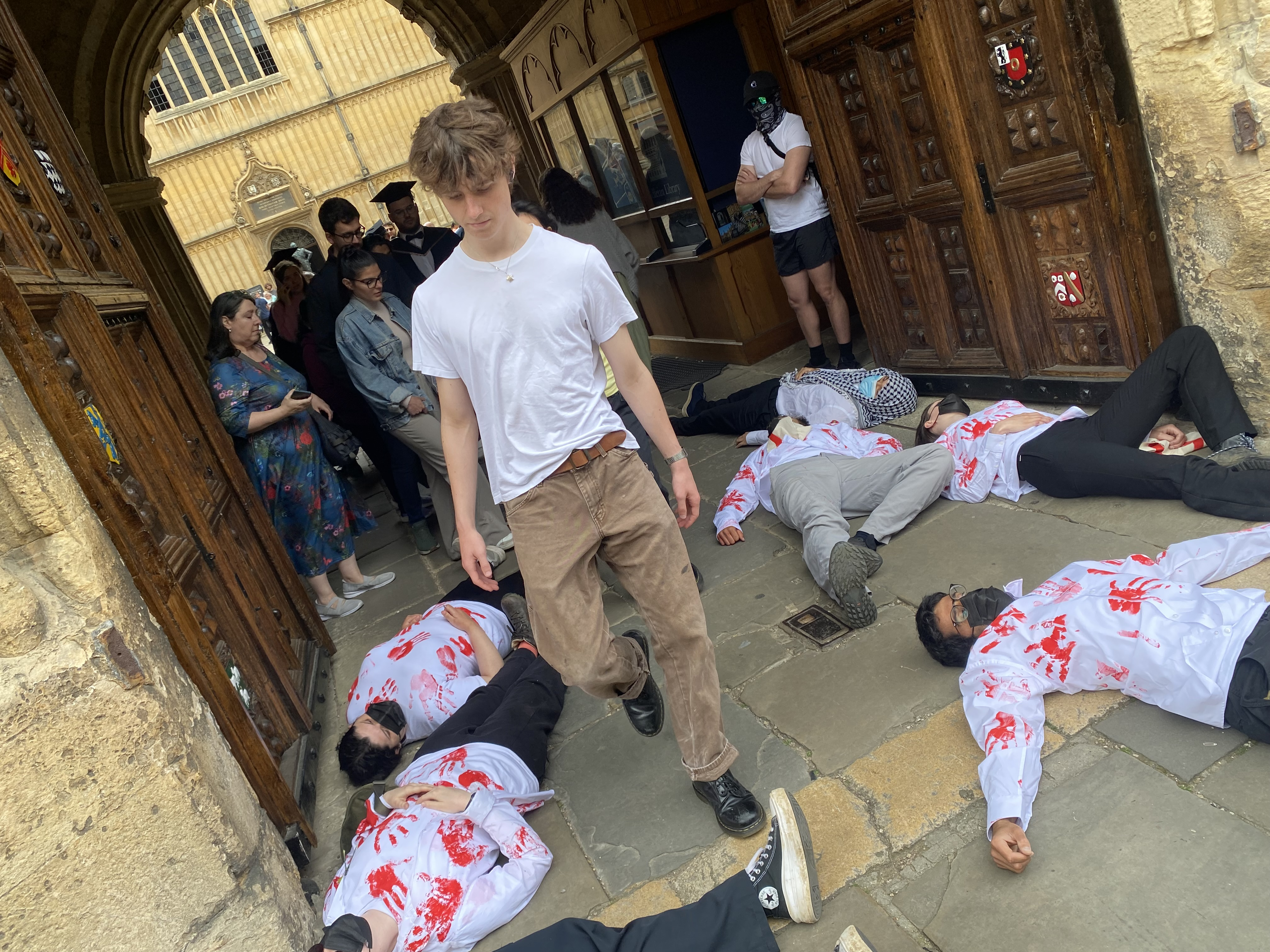
مظاهرة في مكتبة بودليان خلال حفل تخرج جامعة أكسفورد، مايو 2024

اتُهمت جامعة دورهام بالفشل في دعم حرية التعبير بعد تأجيل مناقشة في اتحاد دورهام ‏ حول موضوع "هذا المجلس يعتقد أن القيادة الفلسطينية هي أكبر عائق أمام السلام" بناءً على نصيحة الشرطة بوجود تهديد للسلامة العامة، حيث قام المتظاهرون المؤيدون للفلسطينيين بإغلاق مدخل المبنى. وقال أحد المتحدثين المقرر أن يلقي كلمة لصالح الاقتراح إن الجامعة رفضت منح الشرطة الإذن باتخاذ إجراءات ضد المتظاهرين، في حين قال آخر إن الجامعة "استسلمت لحشد فاشي". وأشارت صحيفة طلاب دورهام بالاتينات إلى أن "حتى هذا الاحتجاج ظل سلميًا بشكل ملحوظ".
بعد أن أقام المتظاهرون معسكرًا في جامعة برمنغهام، أمرتهم الجامعة بمغادرة المبنى في 14 مايو، ووصفت الاحتلال بأنه تعدي على حرم الجامعة. وفقًا لصحيفة التلغراف، كانت هذه هي المرة الأولى التي يُطلب فيها فض أحد المعسكرات الطلابية العشرين في المملكة المتحدة. وقال المتظاهرون إنهم "تعرضوا للتهديد بإجراءات الشرطة". بدأت جامعة برمنجهام إجراءات قانونية لإزالة المخيم في 11 يونيو. تم إخلاء المخيم داخل مبنى مارشال في كلية لندن للاقتصاد في 17 يونيو بعد صدور أمر من المحكمة في 14 يونيو، مما يجعله أول مخيم في المملكة المتحدة يتم إزالته بعد إجراء قانوني. كما بدأت جامعة الملكة ماري في لندن أيضًا إجراءات قضائية ضد معسكرها. وفي أماكن أخرى، تم تفكيك المعسكرات طواعية في سوانزي في أوائل يونيو، مستشهدة بـ "انتصارات كبيرة" بما في ذلك سحب الاستثمارات من بنك باركليز، وفي إمبريال كوليدج في 20 يونيو، وفي دورهام في 21 يونيو في 23 يونيو/حزيران، أقامت جامعة أكسفورد سياجًا حول المخيم خارج متحف بيت ريفرز ‏ (أحد معسكرين في الجامعة)، مما دفع المتظاهرين إلى التخلي عن المخيم في 25 يونيو/حزيران، حيث قال البعض إنهم مُنعوا من الوصول إلى المراحيض والحمامات. قامت الجامعة بتفكيك المعسكر بعد فترة وجيزة.
في السابع من يوليو/تموز، ذكرت صحيفة الغارديان أن "من بين 36 معسكراً في إنجلترا وويلز واسكتلندا في نهاية شهر مايو/أيار، لا يزال حوالي 12 معسكراً نشطاً"، في حين تفرقت المعسكرات الأخرى بسبب العداء من جانب مؤسساتها وتراجع الحماس بعد نهاية العام الدراسي. وشملت المعسكرات المتبقية برمنغهام، وبريستول، وجامعة الملكة ماري في لندن، ومدرسة الدراسات الشرقية والإفريقية في لندن، ونوتنغهام، ونيوكاسل، وأكسفورد، وريدينغ، حيث واجه العديد منها إجراءات قانونية أو التهديد بالإجراءات القانونية. في الثامن من يوليو، أعلنت منظمة أكسفورد للعمل من أجل فلسطين أن المعسكر الثاني، خارج كاميرا رادكليف، قد تم تفكيكه بعد تهديدات باتخاذ إجراء قانوني من قبل الجامعة. في العاشر من يوليو، فازت جامعتا برمنجهام ونوتنجهام بقضايا قانونية منفصلة مما أدى إلى إصدار أوامر حيازة موجزة ضد المعسكرات التي أقيمت في حرمهما الجامعي. تم أيضًا إزالة المعسكر الموجود في جامعة كوين ماري لندن بناءً على أمر قضائي صدر في 10 يوليو. تم إغلاق معسكر ريدينغ طواعية في 31 مايو بعد أن طلبت منه الجامعة المغادرة ولكن دون اتخاذ أي إجراء قانوني. انتهى معسكر بريستول في منتصف شهر يوليو بعد الفوز بالمرحلة الأولى من قضية قانونية رفعتها الجامعة ولكنها لم تتمكن من تحمل الرسوم القانونية اللازمة لمواصلة دفاعها. حصلت كلية لندن الجامعية على أمر حيازة موجز في السادس من أغسطس ضد الحرم الجامعي الذي تم إنشاؤه في ساحة المبنى الرئيسي لكلية لندن الجامعية ‏ في الثاني من مايو.

### الولايات المتحدة

#### أعضاء هيئة التدريس والموظفين
قالت ريبيكا كارل، أستاذة في جامعة نيويورك، إنه تاريخيًا، "كانت هناك عدد من المواجهات التي تعاملت معها الجامعات بطرق تؤكد أننا لسنا مؤسسة عنيفة... أنا شخصيًا أشعر بقلق بالغ". قال وديع سعيد، أستاذ في جامعة كولورادو، "إن التعديل الأول هو السمة المميزة للحرية.. كما ترى يتم تقييده على أساس التمييز في وجهات النظر، وهو أمر لا يُفترض السماح به بموجب التعديل الأول". قال جيريمي سوري ‏، أستاذ بجامعة تكساس في أوستن، "لقد شهدت الشرطة—شرطة الولاية، وشرطة الحرم الجامعي، وشرطة المدينة—جيشًا من الشرطة... اقتحموا حشد الطلاب وبدأوا في اعتقال الطلاب".
قال جودي أرمور ‏، أستاذ بجامعة جنوب كاليفورنيا: "نحن بحاجة إلى التوقف عن السماح للناس بتسليح معاداة السامية ضد الاحتجاجات الحقيقية والمشروعة". وفي إشارة إلى المتظاهرين، قال جون ماكوورتر، أستاذ بجامعة كولومبيا: "أجد صعوبة بالغة في تصور أنهم معادون للسامية"، مضيفًا أن هناك "خطًا رفيعًا بين التشكيك في حق إسرائيل في الوجود والتشكيك في حق الشعب اليهودي في الوجود" ولكن "بعض الخطابات وسط الاحتجاجات تتجاوز هذا الخط". وقال راندال كون، أستاذ في جامعة كاليفورنيا في لوس أنجلوس: "أجد أنه من المثير للاشمئزاز الجلوس بينما يُقتل الأساتذة الفلسطينيون، بينما تُقصف المباني الأكاديمية بلا هوادة".
في سبتمبر 2024، قدم مجلس جمعيات أعضاء هيئة التدريس بجامعة كاليفورنيا شكوى رسمية ضد نظام جامعة كاليفورنيا، قائلاً إن أعضاء هيئة التدريس أصبحوا مستهدفين إذا تحدثوا ضد الحرب في غزة. في أكتوبر 2024، نظم 25 أستاذًا بجامعة هارفارد احتجاجًا صامتًا "للدراسة" في مكتبة ويدنر، مما أدى إلى إيقافهم عن الدراسة لمدة أسبوعين في المكتبة.

#### المنظمات
وانتقدت عفاف ناشر، المديرة التنفيذية لمجلس العلاقات الأمريكية الإسلامية، استخدام الشرطة للقوة لتفريق الاحتجاجات، قائلة إن ذلك يقوض الحرية الأكاديمية. أثار دعاة الحقوق المدنية، مثل الاتحاد الأمريكي للحريات المدنية، مخاوف بشأن حرية التعبير بسبب الاعتقالات الجماعية التي شهدتها الاحتجاجات. ووصف المفوض السامي للأمم المتحدة لحقوق الإنسان، فولكر تورك، بعض ردود الفعل من جانب جهات إنفاذ القانون بأنها "غير متناسبة في تأثيرها" وأعرب عن "انزعاجه" من الطريقة التي يتم التعامل بها مع هذه الاستجابات. قال الأمين العام للأمم المتحدة أنطونيو غوتيريش إنه في حين أن "خطاب الكراهية غير مقبول"، فإنه "من الضروري في جميع الظروف ضمان حرية التعبير وحرية التظاهر السلمي". وقالت فريدة شهيد ‏، المقررة الخاصة للأمم المتحدة المعنية بالحق في التعليم، إن الزيادة في الهجمات على الاحتجاجات الطلابية تمثل "تآكلًا مقلقًا للحرية الفكرية والمبادئ الديمقراطية في الأوساط التعليمية". سارة ليا ويتسون، المديرة التنفيذية لمنظمة الديمقراطية في العالم العربي الآن، وصفت "التفكيك العنيف للمخيمات المؤيدة لفلسطين واعتقال الطلاب المتظاهرين بأنه اعتداء خطير على ديمقراطيتنا".
أعربت العديد من النقابات العمالية التي كانت تدعم في السابق وقف إطلاق النار في حرب غزة عن دعمها للاحتجاجات، بما في ذلك الاتحاد الدولي لموظفي الخدمات ‏ (SEIU). وقالت نقابة عمال الخدمات الدولية إنها "تقف بكل فخر متضامنة مع الطلاب وأعضاء هيئة التدريس والموظفين الذين يمارسون حقهم في التعبير عن آرائهم". في المقابل، قال جوناثان جرينبلات ‏ من رابطة مكافحة التشهير إن المتظاهرين الذين أخفوا هوياتهم كانوا يرتدون ملابس "لصوص البنوك" وكان لهم تأثير "ترهيب خصومهم وتهديد الجانب الآخر". كما اتهم الجماعات المؤيدة للفلسطينيين، بما في ذلك صوت اليهود من أجل السلام وطلاب من أجل العدالة في فلسطين، بأنها "وكلاء لإيران".
في أكتوبر 2024، كتبت منظمة اتحاد الحريات المدنية الأمريكية، ومنظمة العفو الدولية، وهيومن رايتس ووتش بيانًا مشتركًا حذرت فيه من أن سلطات إنفاذ القانون في 20 حرمًا جامعيًا أمريكيًا استخدمت القوة المفرطة المحتملة ضد المتظاهرين المؤيدين للفلسطينيين في انتهاك للقانون الدولي، ودعت إلى توفير حماية أكبر.
نشرت جماعة "جو بيلونج" ‏ لوحات إعلانية قرب جامعة ولاية سان دييغو كُتب عليها: "أتذكرون عندما كانت الدراسة الجامعية تُعنى بفقدان العذرية، لا العقل؟" و"يا جامعات، يا طلاب أمريكا، الخوف بادِروا بواجبكم!"
نشر تحالف يضم أكثر من 200 منظمة رسالة مفتوحة أعربت فيها عن دعمها للاحتجاجات. ومن بين الموقعين:
- 350.أورغ[الإنجليزية]
- مؤسسة الحق
- تحالف المعمدانيين[الإنجليزية]
- الكنائس المعمدانية الأمريكية في الولايات المتحدة الأمريكية[الإنجليزية]
- لجنة أمريكا لخدمات الأصدقاء
- اللجنة الأمريكية العربية لمكافحة التمييز
- المعهد العربي الأمريكي
- بيت تيكون[الإنجليزية]
- مركز الحقوق الدستورية[الإنجليزية]
- مجلس العلاقات الأمريكية الإسلامية
- المدافعون عن الأحلام[الإنجليزية]
- كفاح من أجل المستقبل
- التحالف المستقبلي[الإنجليزية]
- الجيل زد من أجل التغيير[الإنجليزية]
- منظمة السلام الأخضر الأمريكية[الإنجليزية]
- مركز هايلاندر للأبحاث والتعليم[الإنجليزية]
- الهندوس من أجل حقوق الإنسان[الإنجليزية]
- إن لم يكن الآن
- المجلس الإسلامي الهندي الأمريكي[الإنجليزية]
- مشروع الفقر في معهد دراسات السياسات[الإنجليزية]
- الجمعية الإسلامية لأمريكا الشمالية
- اليهود من أجل العدالة العرقية والاقتصادية[الإنجليزية]
- الصوت اليهودي من أجل السلام
- السياسة الخارجية العادلة[الإنجليزية]
- ديمقراطيو العدالة[الإنجليزية]
- موندوايس
- حركة من أجل حياة السود[الإنجليزية]
- المجلس الوطني الإيراني الأمريكي
- نقابة المحامين الوطنية[الإنجليزية]
- طلاب التعاون في أمريكا الشمالية[الإنجليزية]
- معهد أوكلاند[الإنجليزية]
- ثورتنا[الإنجليزية]
- فلسطين القانونية
- باكس كريستي الدولية
- العمل من أجل السلام[الإنجليزية]
- عمل الشعب
- مكتب الشهادة العامة للكنيسة المشيخية (الولايات المتحدة الأمريكية)[الإنجليزية]
- زمالة السلام المشيخية[الإنجليزية]
- الديمقراطيون التقدميون في أمريكا
- مشروع الجنوب[الإنجليزية]
- مبادرة المساءلة العامة[الإنجليزية]
- المد الصاعد في أمريكا الشمالية[الإنجليزية]
- نورمان سولومون
- مركز سبيل لاهوت التحرير المسكوني
- راهبات المحبة للقديسة إليزابيث[الإنجليزية]
- مدرسة ستار كينج للوزارة[الإنجليزية]
- حركة شروق الشمس
- المعهد العابر للحدود الوطنية[الإنجليزية]
- جمعية الوحدويين العالميين[الإنجليزية]
- لجنة الخدمة الوحدوية العالمية[الإنجليزية]
- حملة أمريكية من أجل حقوق الفلسطينيين
- قدامى المحاربين من أجل السلام[الإنجليزية]
- معهد المرأة لحرية الصحافة[الإنجليزية]
- حزب العائلات العاملة[الإنجليزية]
- عالم ما بعد الحرب[الإنجليزية]
- الكتلة السوداء للديمقراطيين الشباب في أمريكا[الإنجليزية]

#### السياسة
في 22 أبريل، انتقد الرئيس جو بايدن الاحتجاجات وأدانها، ووصفها بأنها معادية للسامية وانتقد أولئك الذين "لا يفهمون ما يحدث مع الفلسطينيين". قال الرئيس السابق دونالد ترامب إن مظاهرة العنصريين البيض في شارلوتسفيل بولاية فرجينيا عام 2017 كانت "تافهة" مقارنة بالاحتجاجات الجارية. في حديثه بجامعة كولومبيا في الرابع والعشرين من أبريل، قال رئيس مجلس النواب مايك جونسون : "لن يصمت الكونجرس في ظل التوقعات بأن يفر الطلاب اليهود للنجاة بحياتهم ويبقوا في منازلهم بعيدًا عن فصولهم الدراسية مختبئين في خوف". أدان زعيم الأغلبية في مجلس الشيوخ تشاك شومر "الفوضى" خلال الاحتجاجات في جامعة كولومبيا، واصفًا إياها بأنها "غير مقبولة عندما يُستهدف الطلاب اليهود لكونهم يهودًا، وعندما تُظهر الاحتجاجات إساءة لفظية أو ترهيبًا ممنهجًا أو تمجيدًا لحركة حماس القاتلة والبغيضة أو عنف السابع من أكتوبر"
وصف حاكم فلوريدا رون ديسانتيس الوضع في جامعة كولومبيا وغيرها من الجامعات بأنه "سجناء يديرون اللجوء". وقال حاكم تكساس جريج أبوت إن المتظاهرين "ينتمون إلى السجن" واستمر في الادعاء بأن الاحتجاجات كانت "احتجاجات مليئة بالكراهية ومعادية للسامية" وأن أي شخص يشارك فيها يجب طرده. انتقد حاكم ولاية بنسلفانيا جوش شابيرو الكليات والجامعات التي لم تبذل جهودًا كافية لحماية طلابها، مما قد يؤدي إلى وقوع حوادث معادية للسامية. ووصف زعيم الجمهوريين في مجلس الشيوخ ميتش ماكونيل الاحتجاجات بأنها "وضع خطير" وقال "هناك أيضًا معاداة للسامية، وهو أمر غير مقبول تمامًا". واتهم "الطلاب المتطرفين" بدعم حماس. نشر العديد من السياسيين والمعلقين المحافظين، بما في ذلك مايك جونسون، وتيد كروز، وإيرا ستول ‏، وإيزابيل فينسينت، وكاري ليك، نظرية المؤامرة المعادية للسامية التي تزعم أن جورج سوروس موّل حركة الاحتجاج.
بعد الاعتقالات الجماعية التي جرت في جامعة تكساس في 24 أبريل/نيسان، أعرب كثيرون عن استيائهم من طريقة تعامل أبوت مع القرار وتكتيكات الشرطة. قال الديمقراطيون في تكساس إن إدارة السلامة العامة التابعة لأبوت كانت "أكثر شجاعة في اعتقال المتظاهرين الطلاب السلميين مقارنة بما حدث عندما دخل مطلق النار النشط إلى مدرسة ابتدائية في أوفالدي ". كما انتقدت الممثلة الأمريكية ألكساندريا أوكاسيو كورتيز نشر الشرطة ضد احتجاج جامعة كولومبيا، ووصفته بأنه "عمل تصعيدي ومتهور وخطير". قالت رئيسة بلدية إيرفين، كاليفورنيا، فرح خان : "أطالب سلطات إنفاذ القانون بالتوقف عن تصرفاتها. لن أتسامح مع أي انتهاك لحقوق طلابنا في التجمع والاحتجاج السلمي".
أصدر فرع الحزب الديمقراطي في مقاطعة فيرفاكس بيانًا يندد باعتقال الطلاب في مدارس فيرجينيا. أصدر ممثلو ولاية فرجينيا روزيا هينسون ‏، وجوشوا كول ‏، وأديل ماكلور ‏، وناداريوس كلارك ‏، وصدام سليم ‏ بيانًا مشتركًا يدين اعتقال المتظاهرين الطلاب في فرجينيا. بعد زيارة المعسكر في جامعة بنسلفانيا، قال المدعي العام لمنطقة فيلادلفيا ‏ لاري كراسنر ‏: "التعديل الأول جاء من هنا. هذه فيلادلفيا. لا ينبغي لنا أن نرتكب حماقة كما فعلوا في كولومبيا". كتبت سارة جاكوبس، ممثلة ولاية كاليفورنيا، على موقع X: "أشعر بقلق بالغ إزاء رد الفعل العنيف على الاحتجاجات السلمية في جامعة كاليفورنيا في سان دييغو، والذي يتمثل في استدعاء شرطة مكافحة الشغب. إن الرد العسكري يزيد من تفاقم الوضع ولا يساعد في الحفاظ على سلامة الطلاب."
في كلمة ألقاها أمام الطلاب في جامعة مدينة نيويورك في 26 أبريل، أشاد الناشط السياسي الأسود المسجون موميا أبو جمال بالاحتجاجات، قائلاً: "إنه لأمر رائع أنكم قررتم عدم الصمت وقررتم التحدث ضد القمع الذي ترونه بأعينكم"، واصفًا المتظاهرين بأنهم "على الجانب الصحيح من التاريخ". أيد الديمقراطيون الجامعيون في أمريكا ‏، الجناح الطلابي للحزب الديمقراطي، الاحتجاجات وانتقدوا رد فعل بايدن عليها. قال ممثل ولاية ماساتشوستس مايك كونولي : "أنا هنا تضامنًا حقًا مع هؤلاء المتظاهرين، وآمل أن تحترم إدارة معهد ماساتشوستس للتكنولوجيا حرية التعبير وتحترم تقاليد المعارضة في هذا البلد، وخاصة المعارضة للحرب، وهو ما يدعونا حقًا إلى هنا اليوم".
في 12 مايو، قال ترامب: "[بايدن] يُسلم جامعاتنا للفوضويين، والجهاديين المتطرفين، والمتطرفين المناهضين لأمريكا الذين يحاولون تمزيق علمنا الأمريكي... إذا أتيتم إلى هنا من بلد آخر وحاولتم جلب الجهادية أو معاداة أمريكا أو معاداة السامية إلى جامعاتنا، فسنُرحّلكم فورًا. ستُطردون من تلك الجامعة." في 14 مايو، صرّح ترامب أمام قاعة مليئة بالمانحين بأنه سيُرحّل الطلاب الأجانب المتظاهرين. وفقًا لمتبرعين مجهولين لترامب، قال ترامب إن الاحتجاجات كانت جزءًا من "حركة ثورية" وأن "إذا تمكنتم من إعادة انتخابي، فسوف نعيد هذه الحركة إلى الوراء 25 أو 30 عامًا".

#### التشريعات
في 23 أبريل، أقرت لجنة القضاء بمجلس شيوخ ولاية كاليفورنيا مشروع قانون إس بي-1287 لعام 2024 بأغلبية 10 أصوات مقابل لا شيء، مما أدى إلى إحالته إلى لجنة المخصصات بمجلس الشيوخ. يتطلب مشروع القانون من نظام جامعة ولاية كاليفورنيا ونظام كليات المجتمع في كاليفورنيا ‏ سن سياسات من شأنها حظر العنف والمضايقة والترهيب والتمييز إذا كانت "مقصودة ومفهومة بشكل معقول من قبل الضحايا أو المستمعين" على أنها "تتدخل في الممارسة الحرة للحقوق بموجب التعديل الأول أو القسم الثاني من المادة الأولى من دستور كاليفورنيا" أو "الدعوة إلى الإبادة الجماعية أو دعمها". كما سيُقيّد مشروع القانون حق التجمع في الجامعات "بقيود معقولة من حيث الزمان والمكان والطريقة، بما في ذلك شروط الحصول على إذن مسبق، للاحتجاجات والمظاهرات العامة في المؤسسات". وقد حظي مشروع القانون بدعم حصري من المنظمات اليهودية والصهيونية. وقد عارضت ذلك منظمة اتحاد الحريات المدنية الأمريكية وكلية الحقوق بجامعة كاليفورنيا ديفيس، والتي وصفت مشروع القانون بأنه غير دستوري.
تم إقرار "قانون التوعية بمعاداة السامية"، الذي قاده الجمهوريون ولكن أيضًا بدعم من العديد من الديمقراطيين، في مجلس النواب الأمريكي بتصويت 320-91 في 1 مايو 2024، وانتقل إلى مجلس الشيوخ. يهدف مشروع القانون إلى معالجة الارتفاع الملحوظ الأخير في معاداة السامية في الحرم الجامعي ويستخدم التعريف العملي المعتمد من التحالف الدولي لإحياء ذكرى الهولوكوست لمعاداة السامية في العنوان السادس من قانون الحقوق المدنية لعام 1964، والذي يحظر "الاستبعاد من المشاركة في البرامج التي تساعدها الحكومة الفيدرالية، والحرمان من فوائدها، والتمييز بموجبها على أساس العرق أو اللون أو الأصل القومي". وقالت الممثلة الديمقراطية سارة جاكوبس، وهي يهودية، إنها تعارض مشروع القانون لأنه "يفشل في معالجة الارتفاع الحقيقي لمعاداة السامية بشكل فعال، وكل ذلك مع إلغاء تمويل الكليات والجامعات في جميع أنحاء البلاد ومعاقبة العديد من المتظاهرين السلميين، إن لم يكن جميعهم، الذين يتحدثون ضد سلوك الجيش الإسرائيلي".
إن التشريع المقترح من شأنه أن يوسع التعريف القانوني لمعاداة السامية ليشمل معاداة الصهيونية، وانتقاد سياسات دولة إسرائيل، والمخاوف بشأن حقوق الإنسان الفلسطينية، من خلال تصنيف كل ذلك على أنه خطاب كراهية، وقد تعرض لانتقادات بسبب خلط "اليهودية مع الصهيونية في افتراض أن جميع اليهود صهاينة" ومواطنين إسرائيليين تلقائياً وليسوا مواطنين أمريكيين، وبالتالي تقويض السلامة الحقيقية للمواطنين اليهود بشكل خطير. ويواجه مشروع القانون معارضة شديدة من جانب عدد من المشرعين الديمقراطيين والمنظمات اليهودية والمدافعين عن حرية التعبير، بما في ذلك أكثر من 800 أكاديمي يهودي أمريكي، الذين وقعوا على رسالة تدعو بايدن إلى عدم التوقيع على مشروع القانون.
وقال جيريمي بن عامي ‏، رئيس منظمة جيه ستريت الوسطية المؤيدة لإسرائيل، إن منظمته تعارض مشروع القانون لأنه يمثل جهدا "غير جاد" يقوده الجمهوريون "لفرض أصوات تقسم الكتلة الديمقراطية بشكل مستمر حول قضية لا ينبغي تحويلها إلى كرة قدم سياسية".
وترى منظمة اتحاد الحريات المدنية الأميركية أن مشروع القانون يمثل هجوما على حقوق التعديل الأول، وتزعم أن تعريفه "الواسع للغاية" لمعاداة السامية "قد يؤدي إلى قيام الكليات والجامعات بقمع مجموعة واسعة من الخطابات الناقدة لإسرائيل أو الداعمة لحقوق الفلسطينيين في محاولة لتجنب التحقيقات التي تجريها وزارة [التعليم] والخسارة المحتملة للتمويل".
وقد أشادت منظمات مثل رابطة مكافحة التشهير ومؤتمر الرؤساء بمشروع القانون، وهو يستند إلى تعريفات تحالف إحياء ذكرى الهولوكوست الدولي التي انتقدتها 100 منظمة إسرائيلية ودولية من منظمات المجتمع المدني التي كتبت إلى الأمين العام الأمم المتحدة أنطونيو غوتيريش في عام 2023 تحث الأمم المتحدة على عدم اعتماد هذه التعريفات.
قدم ثلاثة أعضاء جمهوريين في مجلس النواب الأمريكي مشروع قانون من شأنه أن يلزم أي شخص مدان بارتكاب أنشطة غير قانونية في الحرم الجامعي بأداء الخدمة المجتمعية في غزة لمدة ستة أشهر. لقد تم الاستهزاء بهذا المشروع على نطاق واسع باعتباره حيلة سياسية ومن غير المرجح أن يتم تمريره.
قام المشرعون في مجلس النواب في فرجينيا ومجلس الشيوخ في فرجينيا بتشكيل لجان مختارة للتحقيق في كيفية استجابة الكليات الحكومية للاحتجاجات بعد اعتقال أكثر من 125 شخصًا في الولاية.

#### الدعاوى القضائية
في 15 مايو، رفع اتحاد طلاب الدراسات العليا في جامعة هارفارد التابع لاتحاد عمال السيارات المتحدة ‏ (UAW) دعوى قضائية ضد جامعة هارفارد، متهمًا إياها بالمراقبة والانتقام من العمل الجماعي المرتبط بمكان العمل، وحرمان الموظفين من التمثيل النقابي في جلسات التأديب، وتغيير السياسات بشكل غير عادل فيما يتعلق بالوصول إلى الحرم الجامعي لتثبيط المتظاهرين. في أكتوبر 2024، وجد قاضٍ فيدرالي أن الأمر التنفيذي الذي أصدره حاكم ولاية تكساس جريج أبوت بشأن منع معاداة السامية في الحرم الجامعي من المحتمل أن ينتهك حماية حرية التعبير.

### البلدان الأخرى
وقال رئيس الوزراء الإسرائيلي بنيامين نتنياهو إن الاحتجاجات "مروعة" ومعادية للسامية ويجب قمعها. ورد السيناتور اليهودي الأمريكي بيرني ساندرز بشدة، متهماً نتنياهو بتشتيت انتباه الشعب الأمريكي عن حرب غزة وأعرب عن دعمه للاحتجاجات. أعرب العديد من الأكاديميين والمدنيين الإسرائيليين، إلى جانب كتاب الأعمدة في وسائل الإعلام الإسرائيلية مثل جيروزالم بوست وهآرتس، عن ازدرائهم للاحتجاجات، حيث وصف أحدهم رد الفعل العام بأنه "يعتبرها هجومًا على البلاد وليس فقط حكومتها".
انتقد رئيس الوزراء الكندي جاستن ترودو ورئيس وزراء أونتاريو دوج فورد ورئيس وزراء كيبيك فرانسوا ليجولت ‏ الاحتجاجات.
بعد دعوته لزيارة احتجاج كولومبيا، قال المصور الصحفي الفلسطيني معتز عزايزه إن تجربته كانت رائعة، وأنه يقدر رغبة الطلاب في معرفة المزيد وتثقيف أنفسهم، وأنه كان شرفًا له أن يرفع مستوى الوعي حول قطاع غزة. قالت بيسان عودة إن الاحتجاجات جعلت سكان غزة يشعرون بأنهم "مسموعون". وعبر النازحون في غزة عن امتنانهم للطلاب المتظاهرين، حاملين لافتات مثل "شكرًا للجامعات الأمريكية".
ردًا على احتجاجات جامعة كولومبيا، قال المتحدث باسم وزارة الخارجية الهندية: "في كل ديمقراطية، يجب أن يكون هناك توازن صحيح بين حرية التعبير والشعور بالمسؤولية والسلامة العامة والنظام... ففي النهاية، يُحكم علينا جميعًا بما نفعله في الداخل وليس بما نقوله في الخارج". أعربت وسائل الإعلام الرسمية الصينية عن دعمها للاحتجاجات: كتبت صحيفة الشعب اليومية أن الطلاب الأمريكيين يحتجون لأنهم "لم يعودوا قادرين على تحمل المعايير المزدوجة للولايات المتحدة"، وقال رئيس التحرير السابق لصحيفة جلوبال تايمز، هو شي جين ‏، إن الاحتجاجات تُظهر أن "سيطرة التحالف السياسي والتجاري اليهودي على الرأي العام الأمريكي قد تراجعت". ووفقًا لمايكروسوفت، فقد استغلت عمليات التأثير عبر الإنترنت المرتبطة بالحزب الشيوعي الصيني، مثل سباموفلاج، الاحتجاجات لإثارة الغضب. وفي إيران، انتقد وزير الخارجية السابق محمد جواد ظريف ما تردد عن تفكير المملكة العربية السعودية والأردن في تطبيع العلاقات مع إسرائيل، قائلاً: «إن المتظاهرين الطلاب الأميركيين الذين يتعرضون للوحشية من قبل قوات الأمن الأميركية لديهم الحق في حماية الفلسطينيين أكثر بكثير من حماة الحرمين الشريفين». وفي تونس، أصدر الاتحاد العام للطلبة بيانًا أعرب فيه عن «الامتنان والإعجاب بالحركات الطلابية في الجامعات الأمريكية، مستلهمًا من تاريخها المتميز في رفض الحرب، كما شهدنا خلال حرب فيتنام».
بعد احتلال دام ثلاثة أيام لمعهد العلوم السياسية في باريس، قال رئيس الوزراء الفرنسي غابرييل أتال إنه "لن يتسامح مع تصرفات أقلية تتصرف بشكل خطير"، ووصف الاحتجاجات بأنها "أيديولوجية قادمة من أمريكا الشمالية". وانتقد بطريرك اللاتين في القدس الكاردينال بييرباتيستا بيتسابالا تصرفات المحتجين، قائلاً: "الجامعات هي أماكن حيث يجب أن يكون التفاعل الثقافي، حتى لو كان ساخناً أو قاسياً، مفتوحاً بزاوية 360 درجة، حيث يجب التعبير عن التفاعل مع الأفكار القوية المختلفة تماماً، ليس بالعنف، وليس بالمقاطعة، بل بمعرفة كيفية التفاعل". بعد الاعتقالات في كلية الحقوق بأثينا، قال رئيس الوزراء اليوناني كيرياكوس ميتسوتاكيس إن "السلطات لن تسمح للجامعات بأن تصبح مواقع للاحتجاج على حرب إسرائيل على غزة كما حدث في بلدان حول العالم". ودعماً لحق الطلاب في الاحتجاج، اتهمت رئيسة معهد الجامعة الأوروبية باتريزيا نانز ‏ الجامعات بالمطالبة بـ" مساحة آمنة " من أجل "تبرير قمع احتجاجات الطلاب في غزة" وتقييد حريتهم في التعبير.
جامعة صنعاء في اليمن تقدم التعليم للطلاب المتوقفين بسبب الاحتجاجات. عرض محمد مؤذنى، رئيس جامعة شيراز في إيران، منحاً دراسية للطلاب الأميركيين المطرودين بسبب مشاركتهم في الاحتجاجات المؤيدة للفلسطينيين. ويشمل هذا العرض، الذي أوردته قناة برس تي في، الطلاب والأساتذة المتضررين من الاحتجاجات. واقترح موازيني أن تكون الجامعات الأخرى في شيراز ومحافظة فارس مستعدة أيضًا لدعم هؤلاء الطلاب.[بحاجة لمصدر أفضل] وفي الوقت نفسه، أطلقت وزارة شؤون الشتات الإسرائيلية برنامجًا يهدف إلى مساعدة الطلاب اليهود الذين يشعرون بعدم الأمان في الجامعات الأمريكية على مواصلة تعليمهم في الجامعات الإسرائيلية
أشاد الزعيم الإيراني آية الله علي خامنئي بالاحتجاجات عبر تويتر، وأشاد بالطلاب الأميركيين وأشار إلى أنهم «على الجانب الصحيح من التاريخ». كما وصف الطلاب المحتجين بأنهم جزء من «جبهة المقاومة» ضد إسرائيل وشجعهم على «التعرف على القرآن». وقدمت شبكات النفوذ المتمركزة في إيران مساعدات مالية، وتظاهرت بأنها طلاب، "لتأجيج الاحتجاجات التي ينظمها الطلاب"، وفقًا لتقييمات الاستخبارات الأمريكية.

## استطلاعات الرأي
أظهرت نتائج استفتاء سحب الاستثمارات الذي أُجري في جامعة دي بول في مايو 2024 أن 91% من الأصوات كانت لصالح سحب الاستثمارات. في أبريل 2024، صوتت كلية كولومبيا ‏ على ثلاثة أسئلة تتعلق بسحب الاستثمارات. وتساءل السؤال الأول عما إذا كان ينبغي لجامعة كولومبيا أن تسحب استثماراتها من إسرائيل، وتساءل الثاني عما إذا كان ينبغي لها إلغاء برنامج مركز تل أبيب العالمي، وتساءل الثالث عما إذا كان ينبغي لجامعة كولومبيا أن تنهي برنامج الدرجة المزدوجة مع جامعة تل أبيب. وقد تم تمرير الاقتراحات بنسبة 76% و68% و65% على التوالي، مع مشاركة 40% من الناخبين. صوت طلاب جامعة بنسلفانيا بنسبة 73% لصالح الكشف عن جميع الاستثمارات في صندوق المدرسة و63% لصالح إنهاء علاقة الجامعة مع شركة الروبوتات الشبحية، مع مشاركة 22% من الناخبين.
وبحسب استطلاع رأي أجرته مؤسسة يوجوف ونشرته في 3 مايو/أيار 2024، عارض 47% من الأميركيين الاحتجاجات في الحرم الجامعي وأيدها 28%. وأيد المسلمون الأميركيون الاحتجاجات بنسبة 75% إلى 14%، في حين عارضها اليهود الأميركيون بنسبة 72% إلى 18%. وكان من المرجح أن يدعمهم البالغون الذين تقل أعمارهم عن 45 عامًا أكثر من كبار السن. 33% يعتقدون أن الرد على الاحتجاجات لم يكن قاسياً بما فيه الكفاية، و16% يعتقدون أنه كان قاسياً للغاية، و20% يعتقدون أن الرد كان مناسباً. 48% من الأميركيين الذين تزيد أعمارهم عن 45 عامًا يعتقدون أن الاستجابة لم تكن قاسية بما فيه الكفاية، مقارنة بنحو 16% فقط ممن تقل أعمارهم عن 45 عامًا.
وبحسب استطلاع رأي أجراه موقع أكسيوس ونُشر في 7 مايو/أيار 2024، شارك 8% من طلاب الجامعات في الاحتجاجات. 34% يلومون حماس، 19% يلومون نتنياهو، 12% يلومون الشعب الإسرائيلي، و12% يلومون بايدن على الدمار في غزة. 81% من الطلاب أيدوا محاسبة المتظاهرين على تدمير الممتلكات واحتلال المباني بشكل غير قانوني، و67% اعتبروا احتلال المباني الجامعية أمرا غير مقبول، و58% اعتبروا رفض التفرق أمرا غير مقبول، و90% عارضوا منع الطلاب المؤيدين لإسرائيل. وكان الطلاب أكثر ميلا لدعم المعسكرات المؤيدة للفلسطينيين، حيث أيدها 45% بقوة أو باعتدال، و30% محايدين، و24% عارضوها بقوة أو بشكل طفيف. ومن بين الذين شاركوا في الاحتجاجات المناهضة لإسرائيل، قال 58% إنهم لن يكونوا أصدقاء مع شخص سار من أجل إسرائيل، في حين قال 64% من الطلاب الذين ساروا لصالح إسرائيل إنهم سيظلون أصدقاء مع المتظاهرين المناهضين لإسرائيل.
في استطلاع رأي أجرته مؤسسة البيانات من أجل التقدم ‏ بالتعاون مع زيتيو ونُشر في 8 مايو 2024، قال 55% من الديمقراطيين، و36% من الجمهوريين، و46% من جميع الناخبين المحتملين إنهم لا يوافقون على قيام الكليات بتقييد حقوق الطلاب وقدرتهم على الاحتجاج على العمليات العسكرية الإسرائيلية، في حين وافق 32% من الديمقراطيين، و49% من الجمهوريين، و40% من جميع الناخبين المحتملين على القيام بذلك. بشكل عام، وافق 40% على الاحتجاجات ورفضها 42%.
وفي كندا، أيد 19% من المشاركين الاحتجاجات، وعارضها 48% من المشاركين.